# Spelunky 2
Spelunky 2 est un jeu vidéo de plate-forme sorti en 2020 développé par Mossmouth et BlitWorks (en). Il s'agit de la suite de Spelunky (2008) et il est sorti sur Windows et PlayStation 4 en septembre 2020. Le jeu a reçu des critiques positives.

## Système de jeu
Comme son prédécesseur, Spelunky 2 est un jeu vidéo de plateforme 2D. Le joueur doit naviguer dans des grottes remplies d'ennemis et de pièges pour collecter des trésors. Lorsque le joueur meurt, il devra recommencer depuis le début du niveau, et le niveau sera réorganisé par la génération procédurale pour présenter de nouveaux défis et chemins. Chaque étape comporte également plusieurs couches qui peuvent être explorées par le joueur. Le jeu prend également en charge le multijoueur en ligne jusqu'à quatre joueurs, avec l'introduction de modes multijoueurs coopératifs et compétitifs,.

## Développement
Sony Interactive Entertainment a annoncé le jeu à la Paris Games Week en octobre 2017. Initialement prévu pour être publié en 2019, 	Derek Yu a annoncé que le jeu serait reporté à 2020 en août 2019 car le développement nécessiterait plus de temps. Le jeu est sorti sur la PlayStation 4 le 15 septembre 2020 et pour Windows le 29 septembre 2020.
Le jeu a été développé par Mossmouth en parallèle de UFO 50.

## Accueil
Le jeu a été acclamé par la critique lors de sa sortie, selon l'agrégateur de critiques Metacritic, avec un score moyen de 91. William Hughes de The A.V. Club a salué la façon dont le jeu a embrassé le succès du jeu original et intégré de manière transparente de nouvelles fonctionnalités. Chris Plante, dans sa critique pour Polygon, a salué le jeu comme une amélioration par rapport à son prédécesseur et a déclaré que "tout est juste un peu différent, un autre coup qui prouve que la perfection est imparfaite". Mitchell Saltzman d'IGN a qualifié le jeu de "chef-d'œuvre qui améliore son prédécesseur d'une manière que je n'aurais même jamais imaginée".